# A Cera
"A Cera", também conhecida por "Pirou o Cabeção", é uma canção da banda brasileira O Surto que foi lançada como primeiro single de trabalho do álbum Todo Mundo Doido, de 2000.
Considerada uma das melhores canções da história do rock brasileiro, foi a música mais executada nas rádios brasileiras no ano de 2001. Por conta dessa música, a banda O Surto apareceu em 13º na lista dos "15 maiores one-hit wonders brasileiros" promovida pelo website Tenho Mais Discos Que Amigos!.

## Trilha sonoras
A música faz parte da trilha sonora dos filmes A Menina Que Matou os Pais e O Menino Que Matou Meus Pais.

## Prêmios e indicações
| Ano  | Prêmio                 | Categoria         | Resultado | Ref.  |
| ---- | ---------------------- | ----------------- | --------- | ----- |
| 2001 | MTV Video Music Brasil | Artista Revelação | Indicado  | [ 9 ] |